# 马希亚里
马希亚里（Mahiari），是印度西孟加拉邦Haora县的一个城镇。总人口15422（2001年）。

## 人口
该地2001年总人口15422人，其中男性7919人，女性7503人；0—6岁人口1531人，其中男834人，女697人；识字率77.12%，其中男性为80.76%，女性为73.29%。